# Compaq C-Series

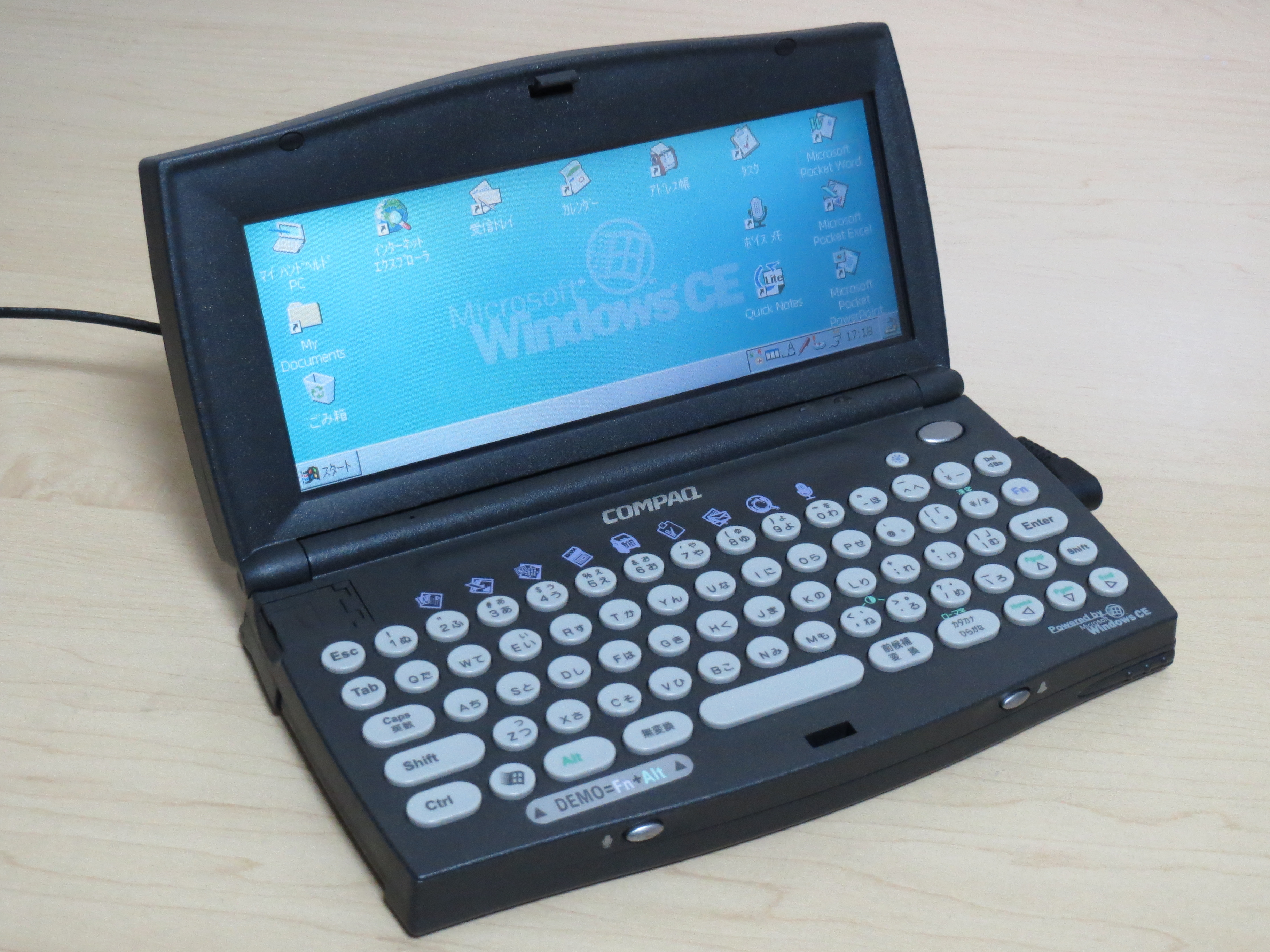
Compaq C-Series 2010c.

Compaq C-Series é uma série de handheld PCs produzidos pela Compaq em 1998, foi um substituto em relação a série Compaq Contura e posteriormente foi substituído pelo iPAQ.
No total foram lançados dois modelos, o C-Series 810 com tela monocromática de 6,5 polegadas e resolução de 640x240 e processador MIPS R3912, e o C-Series 2010c, semelhante ao anterior só que com tela colorida.